# Chay Ya
Chay Ya ist eine internationale, gemeinnützige Organisation, die sich seit 2011 der nachhaltigen Entwicklungszusammenarbeit und humanitären Hilfe in abgelegenen Regionen Nepals widmet.
Sie besteht aus den eingetragenen Schwestervereinen Chay Ya Austria (gegründet 2011), Chay Ya Nepal (gegründet 2015), Chay Ya Schweiz (gegründet 2016) und Chay Ya Liechtenstein (gegründet 2019). Weiters ist Chay Ya auch durch Vereine in mehreren österreichischen Bundesländern vertreten: Chay Ya Steiermark, Chay Ya Wien, Chay Ya Tirol und Chay Ya Oberösterreich.
Die Teams in Österreich, der Schweiz und im Fürstentum Liechtenstein sind primär am Fundraising und an der Projektplanung beteiligt, während Chay Ya Nepal die Implementierung vor Ort und die Zusammenarbeit mit lokalen Entscheidungsträgern übernimmt.
Die Tätigkeitsschwerpunkte von Chay Ya liegen unter anderem in den Bereichen Bildung, medizinische Versorgung und WASH, Umwelt, Inklusion von Menschen mit Beeinträchtigung, Empowerment von Frauen und Mädchen und Katastrophenhilfe.

## Ziele
Chay Ya verfolgt den Ansatz der direkten, nachhaltigen Entwicklungszusammenarbeit auf Augenhöhe. Ihre Projekte zielen darauf ab, Menschen in abgelegenen und benachteiligten Bergregionen Nepals dabei zu unterstützen, ihre Lebensbedingungen zu verbessern und Armut zu bekämpfen. Chay Ya arbeitet stets mit lokalen Entscheidungsträgern zusammen, wobei mindestens 33 % Frauenbeteiligung angestrebt wird. Die Förderung der Partizipation von Frauen in der Entwicklungszusammenarbeit stellt im Sinne des Gender Mainstreamings in der Entwicklungspolitik, sowie der Sustainable Development Goals (SDG 5) eine wichtige Ressource dar, um weibliche Perspektiven in die Umsetzung von Projekten einzubinden und mehr Geschlechtergerechtigkeit zu schaffen. Dieser Ansatz stellt einen Schlüssel zur Nachhaltigkeit von Entwicklungsprojekten dar. Konkrete Frauenquoten zielen darauf ab, gleichberechtigte Teilhabe von Frauen in politischen, wirtschaftlichen und sozialen Bereichen zu gewährleisten und bestehende Ungleichheiten abzubauen. Dabei gilt es zu beachten, dass soziale und kulturelle Rahmenbedingungen berücksichtigt werden müssen, um Nachhaltigkeit in der Umsetzung zu gewährleisten.

## Geschichte
Chay Ya wurde von den Vorsitzenden Sabine Klotz (Chay Ya Austria), Kamal Thapa und Santosh Silwal (Chay Ya Nepal) ins Leben gerufen und entstand aus einer Initiative von internationalen Freunden in Kathmandu. Die Nichtregierungsorganisation (NGO) widmet sich seit 2007 humanitären Projekten in Nepal und ist seit 2011 (Chay Ya Austria) bzw. 2015 (Chay Ya Nepal) offiziell registriert. Nach dem verheerenden Erdbeben im April 2015 unterstützte Chay Ya die lokale Bevölkerung beim Wiederaufbau der zerstörten Regionen. Ebenso war Chay Ya beim Erdbeben im November 2023 an der Katastrophenhilfe vor Ort beteiligt. 

## Netzwerk
Chay Ya Austria hat Schwesternorganisationen in Nepal, in der Schweiz und im Fürstentum Liechtenstein. Außerdem ist Chay Ya auch in den Österreichischen Bundesländern Steiermark, Wien, Oberösterreich und Tirol vertreten. Die Teams arbeiten mit lokalen Stakeholdern zusammen und richten sich mit Hilfe derer Expertise nach den Bedürfnissen der lokalen Bevölkerung im nepalesischen Himalaya.
Der Verein arbeitet mit lokalen Partnerorganisationen, Regierungsbehörden und internationalen NGOs zusammen. Zudem ist Chay Ya Teil des Dachverbands Globale Verantwortung.
Zu den Partnerorganisationen gehören außerdem:
- Roots for Life
- Bambusschule
- Blindenhilfe e.V.
- Sonne International
- UNICEF Nepal[27]
- Children & Youth First
- Let the Children Walk

## Strategie und Projektschwerpunkte
Die Hilfsprojekte der Organisation richten sich vor allem an die Bereiche Bildung, Medizinische Grundversorgung, Frauen-Empowerment, Inklusion von Menschen mit Behinderung, Umwelt und Katastrophenhilfe.
Chay Ya ist tibetisch für „Packen wir es an!“. Nach diesem Leitsatz führt der Verein Projekte in verschiedenen Bereichen durch, die auf die spezifischen Bedürfnisse der lokalen Gemeinschaften abgestimmt sind.

### Bildung
Bau und Renovierung von Schulen; Bereitstellung von Schulmaterialien; Lehrerausbildung und Unterstützung von Bildungsprogrammen.

### Medizinische Grundversorgung und WASH
Errichtung von Gesundheitszentren und Einrichtung von mobilen Gesundheitskliniken; Aufklärungskampagnen zu Hygiene und Gesundheit; Organisation von Gesundheitscamps; Ausbildung von medizinischem Personal und Bereitstellung von medizinischen Geräten und Medikamenten; Unterstützung beim Bau von Trinkwasser-, Abwasser- und Toiletten-Infrastruktur.

### Frauen-Empowerment
Förderung von Frauen durch die Schaffung eines eigenen Einkommens, Initiativen zur Verbesserung der landwirtschaftlichen Praktiken, um die Ernährungssicherheit von Familien zu gewährleisten.

### Inklusion von Menschen mit Beeinträchtigung
Errichtung von Disability Lernzentren und Zusammenarbeit mit lokalen Stakeholdern zur individuellen Förderung von Kindern mit Beeinträchtigung.

### Umwelt
Schaffung von Umwelt-Bewusstsein durch Kampagnen und Gründung von Öko-Clubs in Schulen, Baumpflanzaktionen, Aufbau von Recycling-Centern.

### Katastrophenhilfe
Katastrophenhilfe vor Ort bei Erdbeben, Fluten und Feuer; Bau von erdbebensicheren Schulen und Wohnhäusern; Unterstützung der betroffenen Gemeinden durch Wiederaufbau- und Resilienzprogramme.

## Finanzierung und Förderung
Die Organisation finanziert ihre Projekte durch Spenden und Fördermittel von öffentlichen und privaten Institutionen. Chay Ya legt großen Wert auf Transparenz und Verantwortlichkeit und veröffentlicht regelmäßig Berichte über die Verwendung der Mittel und die Fortschritte der Projekte.